# Чуплинскиене, Фелиция Антоновна
Фелиция Антоновна Чуплинскиене (лит. Felicija Čuplinskiene; род. 1924 год) — доярка Лиелплатонской опытной станции животноводства Елгавского района Латвийской ССР. Герой Социалистического Труда (1960). Депутат Верховного Совета СССР 6-го созыва.

## Биография
Родилась в 1924 году в крестьянской семье в Литовской Республике. Получила начальное образование. С 1952 года проживала в Латвийской ССР, где трудилась дояркой на Лиелплатонской опытной станции животноводства. Одна из первых доярок Латвийской ССР, получивших с каждой фуражной коровы более пяти тысяч килограмм молока в год.
7 марта 1960 года Указом Президиума Верховного Совета СССР удостоена звания Героя Социалистического Труда «в ознаменование 50-летия Международного женского дня, за выдающиеся достижения в труде и особо плодотворную общественную деятельность» с вручением ордена Ленина и золотой медали Серп и Молот.
В последующие годы поддерживала свои выдающиеся трудовые достижения в надое молока. По трудовым итогам Восьмой пятилетки (1966—1970) награждена Орденом Трудового Красного Знамени.
Избиралась депутатом Совета Национальностей Верховного Совета СССР 6-го созыва от Латвийской ССР (1962—1966).
Награды и звания
- Герой Социалистического Труда
- Орден Ленина
- Орден Октябрьской Революции (08.04.1971)